# Saint-Sixte (Lot-et-Garonne)
Saint-Sixte é uma comuna francesa na região administrativa da Nova Aquitânia, no departamento Lot-et-Garonne. Estende-se por uma área de 5,93 km². Em 2010 a comuna tinha 362 habitantes (densidade: 61 hab./km²).